# Operazione Steinbock
L'operazione Steinbock (tradotto in italiano: operazione Capricorno, in tedesco: Unternehmen Steinbock) fu un'offensiva notturna attuata dal gennaio al maggio 1944 dalla Luftwaffe con lo scopo di distruggere obiettivi militari e civili nell'Inghilterra meridionale in risposta alla crescente campagna di bombardamenti condotta dalle forze aeree anglo-americane sulla Germania.
L'operazione causò alcuni danni a Londra e provocò numerose vittime civili, ma costò forti perdite ai bombardieri tedeschi e non raggiunse risultati significativi; non ebbe alcuna influenza sulla campagna di bombardamento alleata che continuò con effetti sempre più devastanti sulle città tedesche.
I britannici chiamarono l'operazione "Baby Blitz", in riferimento alla molto più distruttiva campagna di bombardamento tedesca che si riversò su di loro durante il biennio 1940-1941, nell'ambito della battaglia d'Inghilterra.

## Storia
All'inizio del 1944 Hitler ordinò al generale della Luftwaffe Dietrich Peltz di organizzare l'operazione Steinbock in risposta ai continui bombardamenti che il Bomber Command effettuava sulla Germania. Peltz riuscì a raccogliere, anche sottraendoli al fronte orientale e italiano, 499 bombardieri tra He 177, He 111, Ju 88, Ju 188, Do 217 e Me 410 e 25 cacciabombardieri Fw 190.
Il primo attacco della serie partì la notte del 21-22 gennaio 1944. Novantacinque aerei tedeschi puntarono su Londra riuscendo ad appiccare qualche incendio e a distruggere numerosi edifici, ma la contraerea e i caccia notturni britannici (Mosquito e Beaufighter) ne abbatterono 25. Al secondo attacco sulla capitale britannica, la notte del 29-30 gennaio, parteciparono 285 bombardieri (in gran parte Ju 88 e Ju 188) ma 18 vennero abbattuti e i restanti non fecero gravi danni. I civili rimasti uccisi finora furono 107. A febbraio la Luftwaffe tornò su Londra le notti del 18-19, 20-21, 22-23, 23-24 e 24-25 con un totale di circa 1.300 aerei che però non riuscirono a far lievitare in maniera significativa i danni procurati a terra, mentre al contrario aumentavano le loro perdite. Durante il mese perirono 961 civili.
Londra tornò ad essere oggetto di attacchi nelle notti dall'1 al 2, 14-15, 21-22 e 24-25 marzo 1944. La notte del 20-21 fu invece colpita Kingston upon Hull e in quella del 27-28 il Galles. I civili morti nel mese furono 279. Il "baby blitz" era già nella sua fase discendente. La Luftwaffe aveva subito perdite ingenti senza che al nemico fosse stato arrecato nessun danno di una certa entità.